# میناموتو نو تورو
میناموتو نو تورو (به ژاپنی: 源融 Minamoto no Tōru); ۱ ژانویهٔ ۰۸۲۲ – ۱۷ سپتامبر ۰۸۹۵) پسر امپراتور ساگا، از خاندان سگا گنجی، شاعر اهل ژاپن بود. گفته می‌شود که او الگوی  هیکارو گنجی در داستان گنجی بوده است.